# 優素福·本·哈桑
優素福·本·哈桑（يوسف بن الحسن，Yusef ben Hassan）是二十世紀初期的摩洛哥蘇丹，哈桑一世的兒子。
1912年摩洛哥與法國簽訂費茲條約，摩洛哥成為法國的保護國；同年優素福取代退位的兄長阿卜杜勒-哈菲德·本·哈桑就任蘇丹。里夫戰爭在他在位期間爆發：柏柏人起兵反抗西班牙人的統治，戰爭隨後蔓延到法屬摩洛哥，最終法國加入西班牙陣營鎮壓了里夫起義。優素福在1927年去世，王位傳給兒子穆罕默德五世。
1. ↑  Entelis, John P. . The Journal of North African Studies. 9 March 2017, 22 (3): 500–503. S2CID 151998348. doi:10.1080/13629387.2017.1300383.
2. ↑  Bressolette, Henri. . L'Harmattan. 2016. ISBN 978-2343090221.